# Truquiste
Un truquiste ou monteur-truquiste est une personne responsable des effets spéciaux, il peut notamment réaliser des incrustations sur une image ou une vidéo.

## Poste trucage
Un poste trucage est un poste situé en régie audiovisuelle permettant les incrustations sur une image ou une vidéo. Il utilise un logiciel générateur d'effets intégré dans le mélangeur ou via une carte d'extension.
Il est le bras droit du réalisateur (d'où la position de son poste par rapport à ce dernier). C'est un métier où le technicien doit connaitre son appareil afin de réagir et préparer les effets vidéos (Splits Screen, virgule vidéo, incrustation, etc.) utilisés durant l'antenne à la demande du réalisateur. Il doit également être à même de réagir sur ces effets et l’installation vidéo de la régie en direct.

## Formation
En France il n'y a pas de formation spécifique au trucage. La formation initiale est un BTS Audiovisuel (Bac+2) option Techniques d’Ingénierie et d’Exploitation des Équipements (TIEE) ou option Montage et Postproduction.  L'expérience du trucage s’acquière lors de stages et d'autoformation. Pour se spécialiser sur un équipement spécifique, l'INA propose des stages professionnels. 
Le métier de truquiste évolue continuellement au gré des nouvelles technologies et de l'informatique. Depuis les années 70 les équipements se sont modernisés et sont devenus de plus en plus pointus permettant des effets toujours plus complexes. Aujourd'hui la HD et la 4K prédominent permettant d'obtenir des effets très fins et de très bonne qualité.
Une bonne communication, coordination et gestion du stress sont primordiaux pour ce poste pour les événements en direct. Il est essentiel d'être créatif ainsi que d’avoir une culture générale et artistique. Ses compétences techniques et artistiques lui permettront d'être ainsi mieux connu dans ce milieu fermé. Les productions sont très demandeuses de ces profils qualifiés surtout que leur domaine de compétence est très vaste.